# بستی فاوجا
بستی فاوجا (به انگلیسی: Basti Fauja) یک منطقهٔ مسکونی در پاکستان است که در ناحیه دیره غازی خان واقع شده‌است. بستی فاوجا ۱۱۱ متر بالاتر از سطح دریا واقع شده‌است.